# Quietula guaymasiae
A Quietula guaymasiae a sugarasúszójú halak (Actinopterygii) osztályának sügéralakúak (Perciformes) rendjébe, ezen belül a gébfélék (Gobiidae) családjába és a Gobionellinae alcsaládjába tartozó faj.

## Előfordulása
Ennek a halfajnak az előfordulási területe a Csendes-óceán középső részének a keleti felén van, Mexikó partjai mentén.

## Életmódja
A Quietula guaymasiae szubtrópusi és tengeri hal, amely a tengerfenék közelében tartózkodik.